# Paul Parin

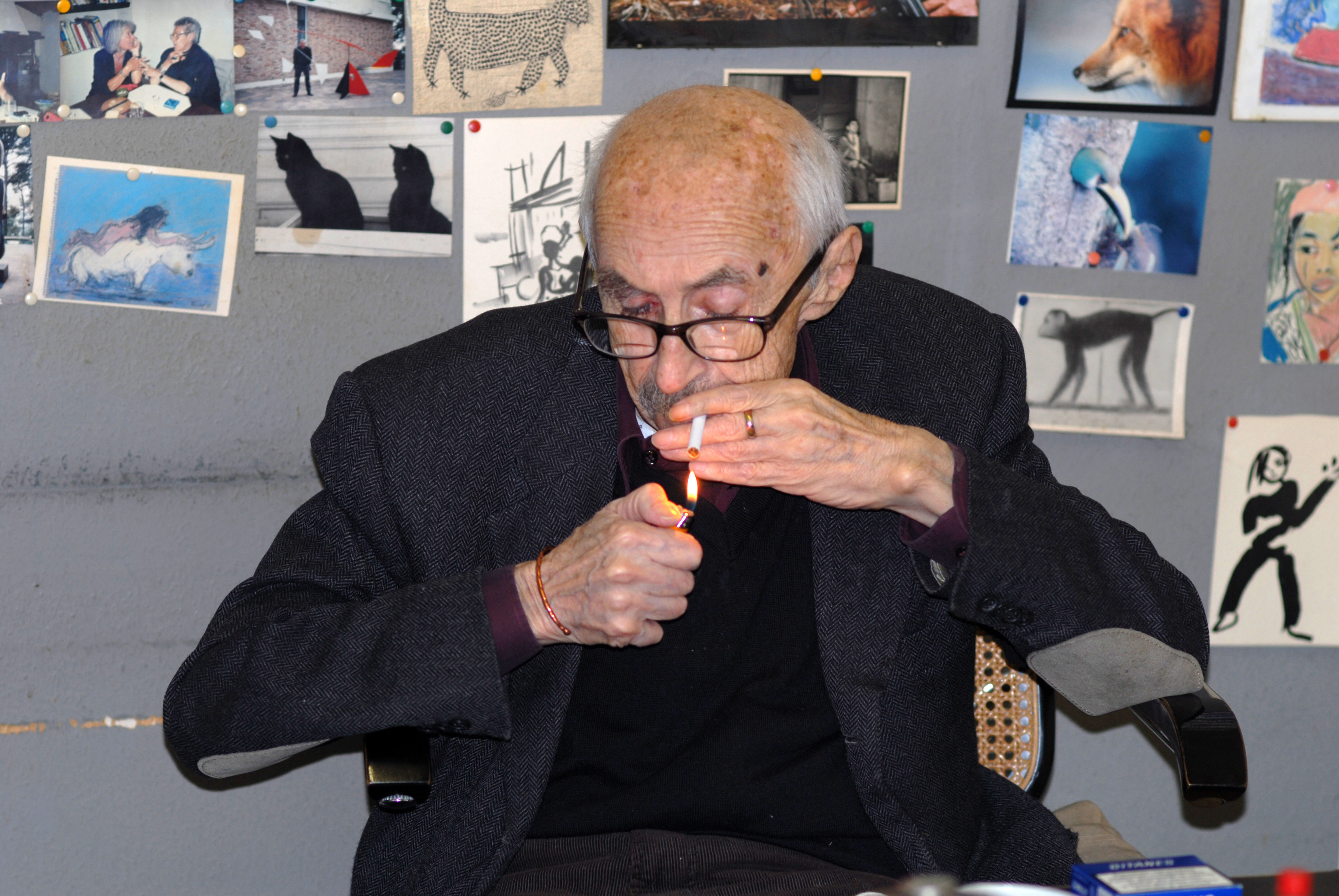
Paul Parin (2006)

Paul Parin (* 20. September 1916 vermutlich in Graz; † 18. Mai 2009 in Zürich) war ein Schweizer Psychoanalytiker, Ethnologe und Schriftsteller. Er war Mitbegründer der Ethnopsychoanalyse, die er ab Mitte der 1950er Jahre insbesondere auf seinen ausgedehnten Forschungsreisen nach Westafrika entwickelte. Der Bericht über seine Reise zu den Dogon in Mali wurde in der Studentenbewegung breit rezipiert.

## Leben

### Herkunft
Paul Parin wuchs als Sohn eines Auslandsschweizers in einer großbürgerlichen, jüdisch-assimilierten Familie auf dem elterlichen Gutsbesitz im slowenischen Polzela (im Ortsteil Založe, früher auch Neukloster genannt) auf. Er studierte Medizin an den Universitäten in Graz, Zagreb und Zürich. 1944 wurde Parin bei Guido Fanconi promoviert. Es folgte bis 1946 eine Ausbildung als Chirurg.

### Als Arzt im Partisanenkrieg

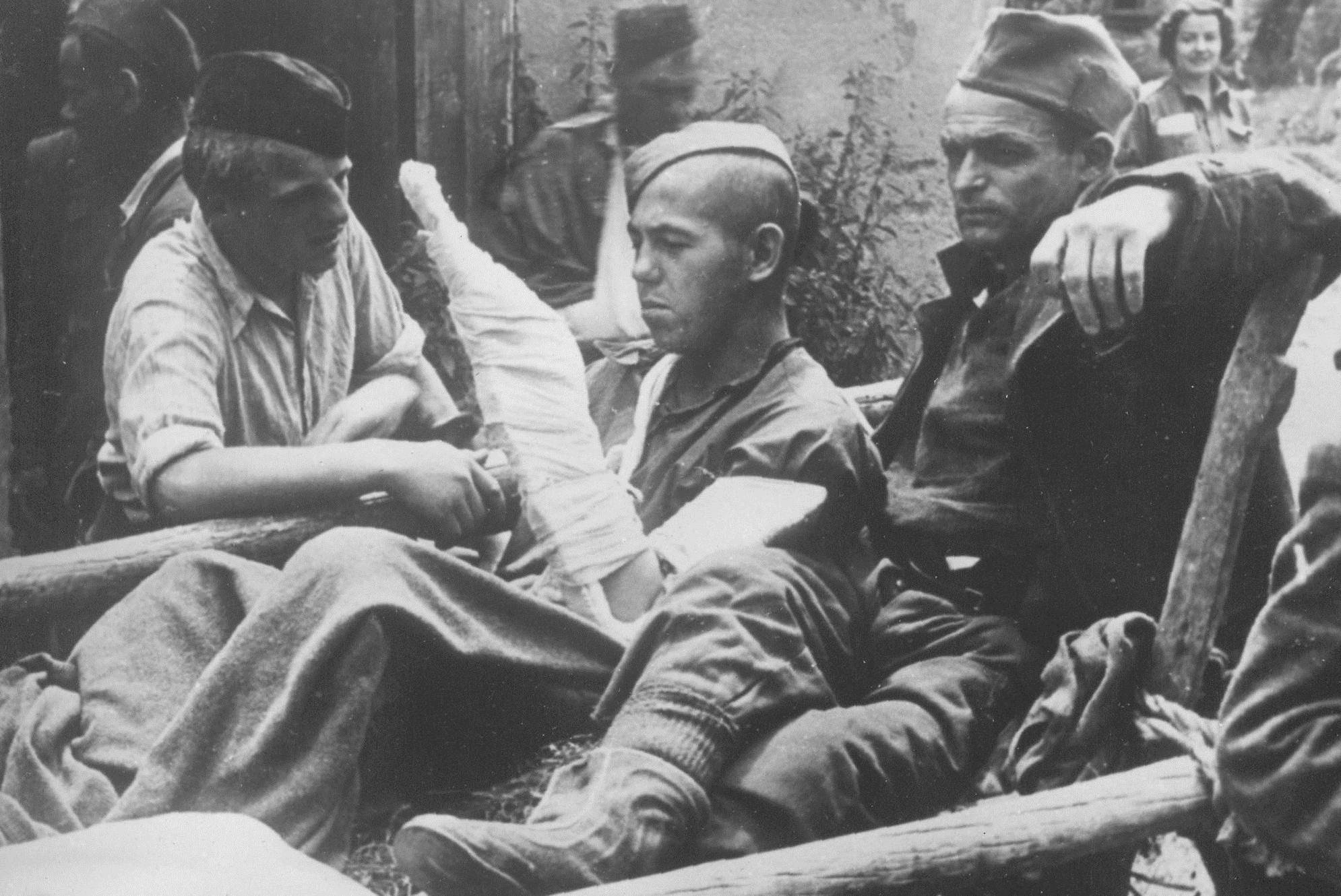
Medizinische Versorgung verwundeter slowenischer Partisanen (1944)

Während dieser Zeit ging Parin zusammen mit einer Gruppe von Ärzten im Rahmen einer chirurgischen Mission der Schweizer Ärzte- und Sanitätshilfe (CSS) nach Jugoslawien, um dort bis zum Ende des Zweiten Weltkrieges bei Titos Partisanenarmee medizinische Unterstützung zu leisten. Darüber berichtet er in seinem Buch Es ist Krieg und wir gehen hin. Am Ende des Jugoslawienkriegs stellte er eine bis dahin nicht bekannte posttraumatische Störung bei bosnischen Männern wie bei Frauen fest, die mit der Waffe in der Hand gekämpft hatten (Partisanenkrankheit): Sie wollten weiterkämpfen und nicht in das Zivilleben zurückkehren: „Die Partisanenkrankheit ist in Slowenien, bei slowenischen Partisanen, nicht aufgetreten – es gab dort kein Sexualverbot. Zu wenig betont habe ich in meinem Artikel darüber, dass die Partisanenkrankheit ideologisch vorgebildet war – in Form von Trancezuständen. In Nordbosnien wurden die Töchter verheiratet. Wenn der Braut der Mann nicht gepaßt hat, dann bekam sie »Zustände«, um der Ehe mit ihm auszuweichen – bis ein Mann ausgesucht wurde, der ihr gepasst hat. Das habe ich nicht gewußt damals. Und wahrscheinlich ist die Partisanenkrankheit dort entstanden. Schließlich waren 80.000 – 120.000 junge Leute praktisch geisteskrank“.

### Psychotherapeut und ethnologischer Forscher
Danach schloss Parin in der Schweiz eine Ausbildung zum Neurologen und Psychoanalytiker an. Seit 1952 hatte er eine eigene Praxis als Psychoanalytiker in Zürich.
In den Jahren von 1955 bis 1971 unternahm Parin sechs Forschungsreisen nach Westafrika. Gemeinsam mit seiner Ehefrau Goldy Parin-Matthèy – das Paar heiratete 1955 – und Fritz Morgenthaler entwickelte er das Fachgebiet Ethnopsychoanalyse: Seit Mitte der 1960er Jahre wurden die Forscherautoren mit dem gelungenen Versuch international bekannt, die Methoden der Psychoanalyse in der Ethnologie anzuwenden. Zwei dieser Reisen sind in großen Forschungsberichten der drei Autoren dokumentiert.

#### Reise zu den Dogon in Mali

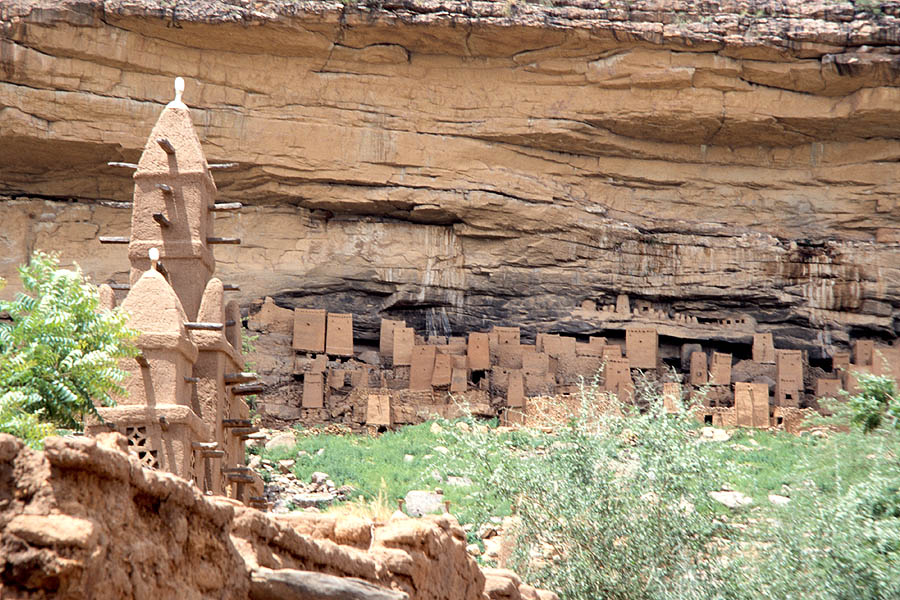
Historisches Dorf der Tellem im Bezirk Bandiagara, im Vordergrund neue Moschee aus Lehmziegeln.

Die erste Reise (1960) führte sie einige Monate lang nach Mali in Westafrika in die Dörfergruppe Sangha (Region Mopti, Kreis Bandiagara). Die dort lebenden Dogon waren schon früher Gegenstand ethnologischer Untersuchungen, die sich jedoch nicht mit einzelnen Individuen beschäftigt hatten: „Wir beschlossen, Afrikaner, die noch in ihrem Stammesverband lebten, mit der in Europa bewohnten „klassischen“ Technik direkt zu analysieren.“
Zum Zeitpunkt der Untersuchung umfasste das Volk der Dogon etwa 250.000 Menschen und befand sich gerade im politischen Umbruch von der bisherigen Kolonie Französisch-Sudan in die Republik Mali. Die Dogon sind patriarchalisch, patrilinear und patrilokal organisiert: Die Familien werden von einem Familienältesten geführt, der alles entscheidet, auch etwa die Frage, ob einer seiner Söhne sich scheiden lassen sollte. Die einflussreichste Familie stellt den Dorfältesten (den Ginna Banna, in der französischen Kolonialtradition: Chef), der vom Ältestenrat beraten wird.
In der Praxis handelt es sich um eine „liberale Gerontokratie “:

„Der Ginna Banna kann nicht befehlen, aber man muss ihm gehorchen. Seine Person verbindet die Familie mit dem Dorf. Er wohnt dem Rat der Ältesten bei. Wie innerhalb der Familie gilt auch hier sein Wort nach dem Gewicht der Persönlichkeit … Im richtigen Moment wird ein angesehener Mann die Initiative ergreifen und eine Entscheidung ankündigen, mit der die anderen einigermaßen einverstanden sind. Zwischen dem Rat der Ältesten des Dorfes und dem engeren Familienrat bestehen fließende Übergänge. … „Älteste“ sind oft gar nicht alt. Alle reifen Männer, die genügend Welterfahrung und Weisheit haben, können am Rat teilnehmen…… Kein Dogon befindet sich einem anderen gegenüber im Zustand der „Gleichheit“. Immer steht er über einem jüngeren oder unter einem älteren….“

Die Männer können mehrere Frauen haben, der Chef von Sangha (Ogobara) hatte in seinem langen Leben acht Frauen und zahlreiche Kinder.  Es gibt weder Brautpreis, noch Mitgift, die Frauen ziehen zu ihren Männern. Innerhalb der Machtstruktur des Dorfes haben sie keine direkten Einflussmöglichkeiten: „Die Männergesellschaft der Dogon ist so aufgebaut, „als ob es keine Frauen gäbe““. Unter mehreren Frauen hat die jeweils Älteste oder diejenige das Sagen, die viele und/oder gut entwickelte Kinder hat. Frauen haben als Machtmittel die jederzeitige Möglichkeit, in ihre väterliche Familie zurückzukehren, da dies zum Verlust des Ansehens eines Mannes führt.
Insgesamt wurden 13 Personen interviewt und mit 100 Personen der Rohrschachtest durchgeführt.
Den Autoren war bewusst, dass diese Methode sowohl vonseiten der Ethnologie als auch der Psychoanalyse kritisch gesehen wurde: „Psychoanalytische Auffassungen vertragen es schlecht, aus ihrem Zusammenhang gerissen und zur Deutung von Phänomenen anderer Kategorien herangezogen zu werden. Fehlschlüsse und unzulässige Vereinfachungen sind nur vermeidbar, wenn man eine Erscheinung erst soweit psychoanalytisch erfasst, als es innerhalb dieses Begriffssystems möglich ist, dann das Ergebnis in das umfassendere Bild der anthropologischen Betrachtung einfügt…. Unsere Beobachtung richtete sich auf die Wiederholung typischer Lösungen von Konflikten und auf die dabei beteiligten Triebe. Wir rechneten damit, die gleiche Dynamik der seelischen Vorgänge mitzuerleben wie bei der Analyse von Europäern.“
Im Lauf der Untersuchung stellte sich heraus, dass sich auch in afrikanischen Kulturen Phänomene wie »Übertragung« oder »Verdrängung« nachweisen lassen.
Dabei waren erhebliche Unterschiede zwischen den Kulturen feststellbar. Einer der Dorfältesten:

„Hier ist jedermann zufrieden. Alle sind zufrieden, so wie es ist. … Die Weißen denken zu viel und dann machen sie viele Sachen und je mehr sie machen, desto mehr denken sie. Und dann verdienen sie viel Geld, und wenn sie viel Geld haben, machen sie sich Sorgen, dass das Geld verloren gehen könnte, und sie keines mehr haben. Dann denken sie noch mehr und machen noch mehr Geld und haben nie genug. Dann sind sie nicht mehr ruhig. So kommt es, dass sie nicht glücklich sind.“

Insgesamt erlebten die Forscher das Volk der Dogon als wohlorganisierte Gesellschaft, in der die einzelnen Menschen sich in einem dichten Beziehungsgeflecht bei ihren Entscheidungen an einem „Clangewissen“ orientieren und in vielen Fällen die Kooperation der Aggression vorziehen. Angesichts der politischen Entwicklungen innerhalb der letzten 60 Jahre, vor allem aber der Bürgerkriege in Mali haben diese Untersuchungen nur noch historischen Wert.

#### Reise zu den Anyi in der Elfenbeinküste

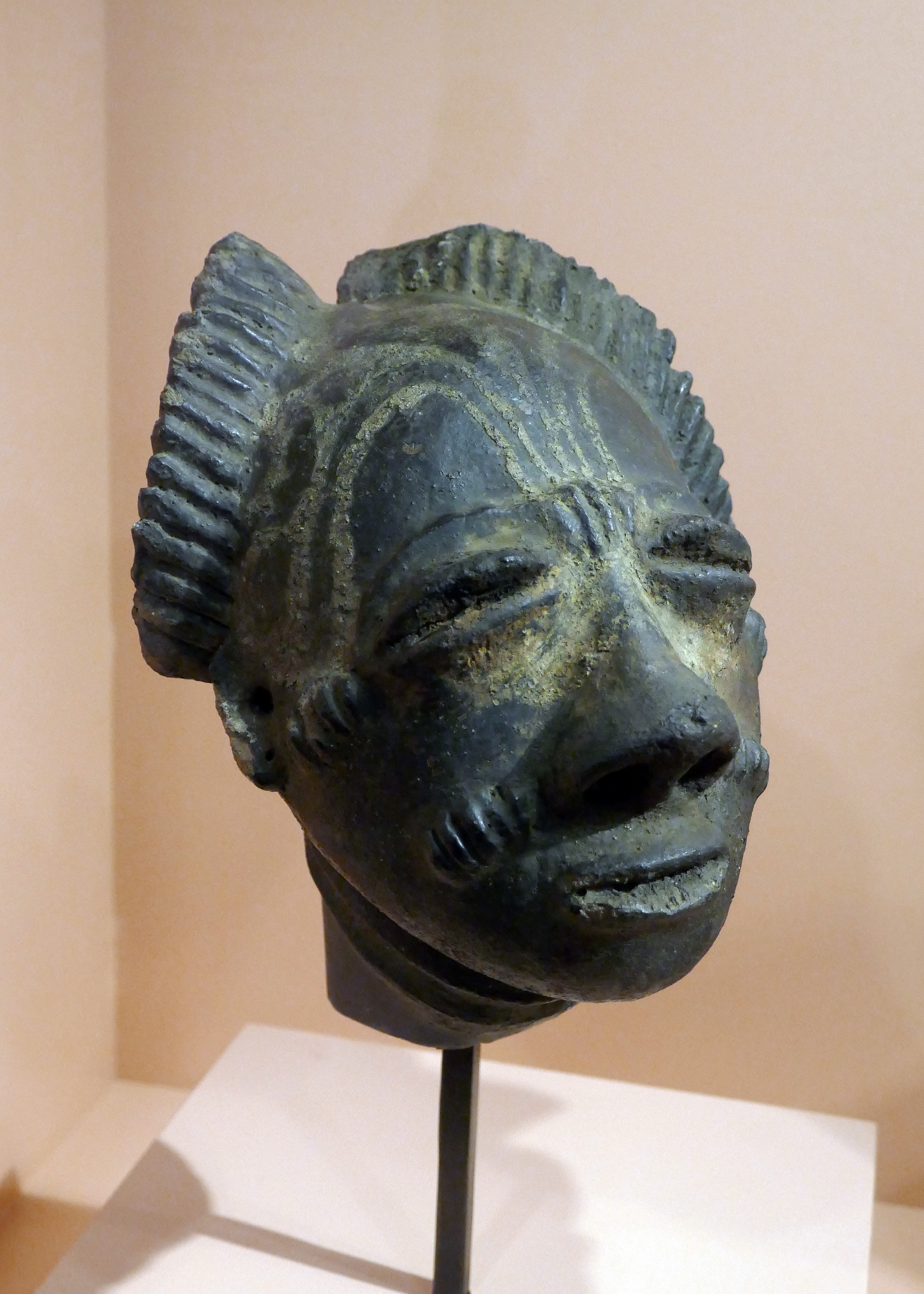
Frauenkopf der Anyi, 18.–19. Jhdt., Musée du Quai Branly-Jacques Chirac

Sechs Jahre später untersuchten die Autoren das Volk der Anyi, die sie in französischer Schreibweise als Agni bezeichnen. 1966 lebten sie vier Monate lang im Staat Elfenbeinküste in dem Dorf Bébou an der Grenze zu Ghana in einem Bezirk, der früher das »Königreich Abengourou« umfasste. Die Entscheidung für dieses Gebiet trafen sie deshalb, weil sie nach einer Ethnie suchten, die sich von jener der Dogon hinreichend klar unterscheiden ließe. Bei den Dogon hatten sie eine patriarchalische, patrilineare Großfamilie angetroffen, suchten nun aber nach einer »gegensätzlichen matrilinearen Organisation«. Bei dieser sozialen Struktur stellte sich in psychoanalytischer Hinsicht auch die Frage, ob es auch in matrilinearen Gesellschaften zu ödipalen Konflikten kommt.
Es gab weitere Unterschiede: Die Agni siedelten im Regenwald, die Dogon in der Steppe, die Agni waren Kaffeeproduzenten für den Weltmarkt und setzten fremde Arbeitskräfte ein, die Dogon hingegen betrieben im Wesentlichen Landwirtschaft für den eigenen Bedarf, die Agni folgten meist christlichen Lehren, die Dogon hingegen überwiegend ihren alten religiösen Vorstellungen. Ein erster augenfälliger Unterschied war der Umgang der Agni mit ihren Kindern. Während bei den Dogon die Mütter unruhig werdende Kinder sofort trösten und stillen, werden sie bei den Agni mit Zwang zurechtgewiesen: „In Bébou wird der Aufenthalt allein wegen des Tag und Nacht andauernden verzweifelten Weinens der Kinder zur Qual.“
In Bébou führten sie mit fünf Männern und zwei Frauen psychoanalytische Gespräche und sammelten 130 Rohrschachtests ein.
Paul Parin und seine Mitautoren waren sich darüber im Klaren, wie begrenzt der Erkenntniswert einer so relativ kurzen Untersuchung sein musste, bei der die interviewten Personen sich nicht muttersprachlich ausdrücken konnten: „Gerne würden wir die Agni »von innen her« schildern. Das ist uns nicht möglich. Vielleicht könnte es ein Dichter, der lange mit ihnen gelebt hat.“ Sie hielten die Untersuchung gleichwohl für gerechtfertigt, denn „wir haben versucht, sie so zu uns sprechen zu lassen, wie sie von sich reden. … ihre Art zu denken und zu fühlen tritt deutlicher hervor.“ Am Ende ihrer Untersuchungen kommen die Autoren zu dem Ergebnis:

„Will man die seelische Entwicklung und ihr Ergebnis, den psychischen Apparat der Agni, die wir mit dem Rüstzeug und der Methode der Psychoanalyse untersucht haben, theoretisch beschreiben, kann man nicht vergleichend vorgehen: Bei uns ist es so, bei ihnen anders. … Erst die abstrakte Begriffswelt der Metapsychologie mit ihren Theorien, Hypothesen und Konvektoren reduziert das schwer fassbare, in seiner individuellen und kulturellen Eigenart unvergleichbare Seelische auf einfache Grundvorgänge.“

Diese „einfachen Grundvorgänge“ zeigen uns die Agni – auch im Gegensatz zu den Dogon – als ein Volk, das aufgrund des komplexen Zusammenspiels der matrilinearen Strukturen mit der Ausübung der tatsächlichen Herrschaft durch die Männer von Angst Furcht und Zwang beherrscht ist, die sich in zahllosen Konflikten äußern, die ständig vermittelt werden müssen. Ihr „Clan-Gewissen“ rechtfertigt Aggression und Abwehr und ist wenig gefühlsgesteuert.
Das Buch über die Dogon hat vor allem durch die Entwicklungen, die ab 1968 weltweit an den Universitäten eintraten, viel Aufmerksamkeit erregt, sein Titel wurde auch zu einem Schlagwort, das besagen sollte, die Europäer und US-Amerikaner sollten sich an den Naturvölkern ein Beispiel nehmen, wie man friedlich miteinander umgehen könne.
Weit weniger Aufsehen hat das Buch über die Agni gemacht, deren Gesellschaftsstruktur jenen der Weißen nicht unähnlich ist.

#### Rezeption und wissenschaftliche Kritik
Paul Parin, Fritz Morgenthaler und Goldy Parin-Mathéy waren den Ergebnissen der Untersuchung gegenüber selbstkritisch, haben den Ansatz aber stets verteidigt, die Psychoanalyse sei ein allgemein menschliches Phänomen, also von soziologischen und/oder kulturellen Einflüssen unabhängig. Diesem Ansatz gegenüber hat David Signer darauf hingewiesen, dass die gewählte Methode generell nicht geeignet sei, den psychoanalytischen Ansatz nachzuweisen: „Dies alles ist aber eher Ich-Psychologie als Psychoanalyse, das heißt, das Unberechenbare des Freudschen Unbewussten ist ausgeklammert, weil es die Kontinuität stören würde…… Für die Ethnopsychoanalyse heißt das tatsächlich eine Erschütterung ihrer Grundfeste. Denn wenn sie nicht mehr verallgemeinern kann, … dann ist sie nicht mehr Ethnopsychoanalyse, sondern Psychoanalyse von vielleicht exotischen Individuen.“
Auf diese und andere kritische Anmerkungen von ethnologischer Seite hat Parin darauf hingewiesen, die Dogon selbst hätten nach Lektüre des Buches gesagt: „Wir sind sehr zufrieden mit eurem Buch. Ihr habt nicht gelogen. Wir sind so, wie uns die Vorfahren gemacht haben und wie wir mit euch gesprochen haben.“
Mit beiden Forschungsberichten wollte Paul Parin nachweisen, dass die Psychoanalyse nicht isoliert im Raum steht, sondern dass die persönlichen Neurosen auch eine Reaktion auf die Gesellschaft darstellen, in der der Einzelne lebt. Dieser Grundgedanke findet sich in zahlreichen seiner Schriften zur Sozialpsychologie und Politikwissenschaft. Er wird bis heute lebhaft diskutiert.
Parallel zu den großen Forschungsberichten hat Paul Parin diese und weitere Reisen in zahlreichen journalistischen Beiträgen kommentiert. Sie zeigen seinen kritischen Blick auf die politische und soziologische Landschaft der afrikanischen Staaten, die er besuchte. Das Festhalten an magischen Ritualen und die Fortsetzung kolonialer Herrschaftsstrukturen auch in den nunmehr freien Ländern kollidierte mit seinen Vorstellungen von einer aufgeklärten Gesellschaft.
Psychoanalytische Konzepte müssten daher auch auf aktuelle Zeitprobleme reagieren:

„Die Psychoanalyse ist geeignet, das Wissen zum Kampf gegen verinnerlichte Unterdrückung zu vermitteln, so wie die dialektisch-materialistische Theorie das Instrument zum Kampf gegen gesellschaftliche Unterdrückung darstellt; beide ergänzen einander.“

Diese Idee hat ihm im Umfeld der 68er Studentenbewegung viel Beifall aber auch Kritik eingebracht. Paul Parin hat sich – vor allem gegen die Kritik durch Rolf Vogt und Peter Passett – mit dem Hinweis verteidigt, zwar sei eine »wertfreie Psychoanalyse« nicht möglich, aber jeder Psychotherapeut habe es persönlich in der Hand, solche Spannungsverhältnisse aufzulösen.

#### Späteres Schaffen
Von 1972 bis 1979 war Parin psychotherapeutischer Mitarbeiter an der Psychiatrischen Universitätsklinik Zürich. Er zählt zu den prominenten Vertretern einer – im Sinne radikaler Aufklärung – politisch engagierten Psychoanalyse. Die Erinnerungen an seine Forschungsreisen hielt er in mehreren Büchern fest; dazu kamen in seiner letzten Lebenszeit noch eine Reihe von Erzählbänden.
Paul Parin fand auf dem Friedhof Rehalp seine letzte Ruhestätte.

## Auszeichnungen
- 1992: Erich-Fried-Preis für Literatur
- 1995: Ehrendoktor der Universität Klagenfurt
- 1999: Internationaler Sigmund-Freud-Preis für Psychotherapie

## Veröffentlichungen

### Monografien
- mit Goldy Parin-Matthèy und Fritz Morgenthaler: Die Weißen denken zu viel. Psychoanalytische Untersuchungen bei den Dogon in Westafrika. Atlantis, Zürich 1963 und EVA, Hamburg 2006, ISBN 3-434-50602-0.
- mit Goldy Parin-Matthèy und Fritz Morgenthaler: Fürchte Deinen Nächsten wie Dich selbst. Psychoanalyse und Gesellschaft am Modell der Agni in Westafrika. Suhrkamp, Frankfurt am Main 1971 und Psychosozial, Gießen 2006, ISBN 3-89806-462-X.
- Der Widerspruch im Subjekt. Ethnopsychoanalytische Studien. Syndikat, Frankfurt am Main 1978, ISBN 3-8108-0080-5, und EVA, Hamburg 1992, ISBN 3-434-46011-X.
- Untrügliche Zeichen der Veränderung. Jahre in Slowenien. Kindler, München 1980 und EVA, Hamburg 1992, ISBN 3-434-50012-X.
- Zu viele Teufel im Land. Aufzeichnungen eines Afrikareisenden. Syndikat, Frankfurt am Main 1985 und Drava, Klagenfurt 2008, ISBN 978-3-85435-545-8.
- mit Goldy Parin-Matthèy: Subjekt im Widerspruch. Syndikat, Frankfurt am Main 1986 und Psychosozial, Gießen 2000, ISBN 3-89806-033-0.
- Es ist Krieg und wir gehen hin. Bei den jugoslawischen Partisanen. Rowohlt, Berlin 1991 und EVA, Hamburg 1997, ISBN 3-434-50417-6.
- Psychoanalyse, Ethnopsychoanalyse, Kulturkritik. Paul Parins Schriften auf CD-ROM, hrsg. v. Johannes Reichmayr. Psychosozial, Gießen 2004, ISBN 3-89806-211-2.

### Prosa
- Noch ein Leben. Eine Erzählung. Zwei Versuche. Kore, Freiburg 1990 und Psychosozial, Gießen 2003, ISBN 3-89806-183-3.
- Karakul. Erzählungen. EVA, Hamburg 1993, ISBN 3-434-50031-6.
- Eine Sonnenuhr für beide Hemisphären und andere Erzählungen. EVA, Hamburg 1995, ISBN 3-434-50072-3.
- Der Traum von Segou. Neue Erzählungen. EVA, Hamburg 2001, ISBN 3-434-50507-5.
- Das Katzenkonzil. Mit Tuschezeichnungen von Manù Hophan. EVA, Hamburg 2002, ISBN 3-434-50533-4.
- Die Leidenschaft des Jägers. Erzählungen. EVA, Hamburg 2003, ISBN 3-434-50561-X.
- Lesereise 1955 bis 2005. Freitag, Berlin 2006, ISBN 3-936252-09-2.

### Werkausgabe
Seit 2018 erscheint im Wiener Mandelbaum Verlag die auf 19 Bände angelegte Werkausgabe Parins:
- Die Jagd. Licence for Sex and Crime. Erzählungen und Essays (Werkausgabe Band 1). Mandelbaum, Wien 2018, ISBN 978-3-85476-581-3.
- Untrügliche Zeichen von Veränderung. Jahre in Slowenien (Werkausgabe Band 2). Mandelbaum, Wien 2019, ISBN 978-3-85476-836-4.
- Beziehungsgeflechte. Korrespondenzen v. Goldy und August Matthèy, Fritz Morgenthaler und Paul Parin. (Werkausgabe Band 3). Mandelbaum, Wien 2019, ISBN 978-3-85476-835-7.
- Zu viele Teufel im Land. Aufzeichnungen eines Afrikareisenden (Werkausgabe Band 4). Mandelbaum, Wien 2019, ISBN 978-3-85476-853-1.
- Die Psychoanalyse geht fremd. Psychoanalyse und Ethnopsychoanalyse. Schriften 1946–1974 (Werkausgabe Band 5). Mandelbaum, Wien 2020, ISBN 978-3-85476-854-8.
- Es ist Krieg und wir gehen hin. Bei den jugoslawischen Partisanen (Werkausgabe Band 6). Mandelbaum, Wien 2020, ISBN 978-3-85476-861-6.
- Zurück aus Afrika. Die ethnopsychoanalytische Erweiterung der Psychoanalyse. Schriften 1975–1982 (Werkausgabe Band 7). Mandelbaum, Wien 2020, ISBN 978-3-85476-862-3.
- Karakul. Noch ein Leben. Erzählungen und Essays (Werkausgabe Band 8). Mandelbaum, Wien 2020, ISBN 978-3-85476-879-1.
- Wissensflüsse. Korrespondenzen zu Psychoanalyse und Ethnopsychoanalyse (Werkausgabe Band 9). Mandelbaum, Wien 2021, ISBN 978-3-85476-955-2.
- Brennende Zeitprobleme. Psychoanalyse als Gesellschaftskritik und Kritik der Psychoanalyse. Schriften 1983–1991 (Werkausgabe Band 10). Mandelbaum, Wien 2021, ISBN 978-3-85476-880-7.
- Eine Sonnenuhr für beide Hemisphären und andere Erzählungen Schriften 1983–1991 (Werkausgabe Band 11). Mandelbaum, Wien 2021, ISBN 978-3-85476-956-9.
- Das Bluten aufgerissener Wunden Psychoanalyse, faschistische Ideologie und Krieg in Europa. Schriften 1992–1997 (Werkausgabe Band 12). Mandelbaum, Wien 2021, ISBN 978-3-85476-987-3.
- Der Traum von Ségou. Neue Erzählungen (Werkausgabe Band 14). Mandelbaum, Wien 2022, ISBN 978-3-85476-994-1.
- Die Sucht nach Macht. Psychoanalytische Sozialpsychologie und Politikwissenschaft. Schriften 1998–2009 (Werkausgabe Band 15). Mandelbaum, Wien 2022, ISBN 978-3-85476-995-8.

## Filme
- Dieter M. Adler: Paul Parin. „Wir waren zu jung, um den Rest unseres Lebens hinter der Couch zu verbringen“ (= Begegnungen mit Psychoanalytikern. Bd. 1). Psychologen-Service.de, Bonn 2007, ISBN 978-3-00-023881-9 (DVD, 97 Minuten).
- Marianne Pletscher: Mit Fuchs und Katz auf Reisen, Portrait von Paul Parin und Goldy Parin-Matthey. Schweiz 1997.